# Segrià
Il Segrià è una delle 41 comarche della Catalogna, con una popolazione di 183.954 abitanti; suo capoluogo è Lleida.
Amministrativamente fa parte della provincia di Lleida, che comprende 13 comarche.

## Lista dei comuni del Segrià
| città                         | superficie | popolazione | densità        |
| ----------------------------- | ---------- | ----------- | -------------- |
| Aitona                        | 66,90 km²  | 2.248 ab.   | 33,60 ab./km²  |
| Els Alamús                    | 20,50 km²  | 678 ab.     | 33,0 ab./km²   |
| Albatàrrec                    | 10,50 km²  | 1.393 ab.   | 132,6 ab./km²  |
| Alcanó                        | 21,03 km²  | 254 ab.     | 12,08 ab./km²  |
| Alcarràs                      | 114,83 km² | 6.000 ab.   | 52,25 ab./km²  |
| Alcoletge                     | 16,71 km²  | 1.973 ab.   | 118,07 ab./km² |
| Alfarràs                      | 11,40 km²  | 3.137 ab.   | 275,18 ab./km² |
| Alfés                         | 31,90 km²  | 328 ab.     | 10,3 ab./km²   |
| Alguaire                      | 50,11 km²  | 3.023 ab.   | 60,33 ab./km²  |
| Almacelles                    | 49,03 km²  | 5.819 ab.   | 118,68 ab./km² |
| Almatret                      | 56,84 km²  | 452 ab.     | 7,95 ab./km²   |
| Almenar                       | 66,59 km²  | 3.515 ab.   | 52,79 ab./km²  |
| Alpicat                       | 15,30 km²  | 4.852 ab.   | 317,1 ab./km²  |
| Artesa de Lleida              | 23,94 km²  | 1.379 ab.   | 57,60 ab./km²  |
| Aspa                          | 10,20 km²  | 271 ab.     | 26,57 ab./km²  |
| Benavent de Segrià            | 7,40 km²   | 1.051 ab.   | 141,5 ab./km²  |
| Corbins                       | 21 km²     | 1.105 ab.   | 52,7 ab./km²   |
| Gimenells i el Pla de la Font | 55,80 km²  | 1.066 ab.   | 19,1 ab./km²   |
| La Granja d'Escarp            | 38,50 km²  | 1.064 ab.   | 27,6 ab./km²   |
| La Portella                   | 12,30 km²  | 623 ab.     | 50,6 ab./km²   |
| Llardecans                    | 66,0 km²   | 607 ab.     | 9,2 ab./km²    |
| Lleida                        | 211,70 km² | 124.709 ab. | 589,1 ab./km²  |
| Maials                        | 57,10 km²  | 952 ab.     | 16,7 ab./km²   |
| Massalcoreig                  | 14,10 km²  | 598 ab.     | 42,3 ab./km²   |
| Montoliu de Lleida            | 7,30 km²   | 464 ab.     | 63,3 ab./km²   |
| Puigverd de Lleida            | 12,50 km²  | 1.141 ab.   | 91,2 ab./km²   |
| Rosselló                      | 9,90 km²   | 1.902 ab.   | 191,7 ab./km²  |
| Seròs                         | 85,50 km²  | 1.771 ab.   | 20,7 ab./km²   |
| Soses                         | 30,20 km²  | 1.466 ab.   | 48,6 ab./km²   |
| Sudanell                      | 8,70 km²   | 762 ab.     | 87,6 ab./km²   |
| Sunyer                        | 12,70 km²  | 297 ab.     | 23,5 ab./km²   |
| Torrebesses                   | 27,50 km²  | 323 ab.     | 11,8 ab./km²   |
| Torrefarrera                  | 23,50 km²  | 1.992 ab.   | 84,8 ab./km²   |
| Torres de Segre               | 50,60 km²  | 1.838 ab.   | 36,4 ab./km²   |
| Torre-serona                  | 5,90 km²   | 337 ab.     | 57,2 ab./km²   |
| Vilanova de la Barca          | 21,40 km²  | 966 ab.     | 44,6 ab./km²   |
| Vilanova de Segrià            | 8,50 km²   | 759 ab.     | 89,2 ab./km²   |